# Volf Novohradský z Kolovrat
Volf Novohradský z Kolovrat, případně Wolf Nowohradský z Kolowrat (před 1550 – 17. ledna 1609 Lnáře) byl český šlechtic z rodu Kolowratů a držitel nejvyšších zemských úřadů Českého království. 

## Původ a život

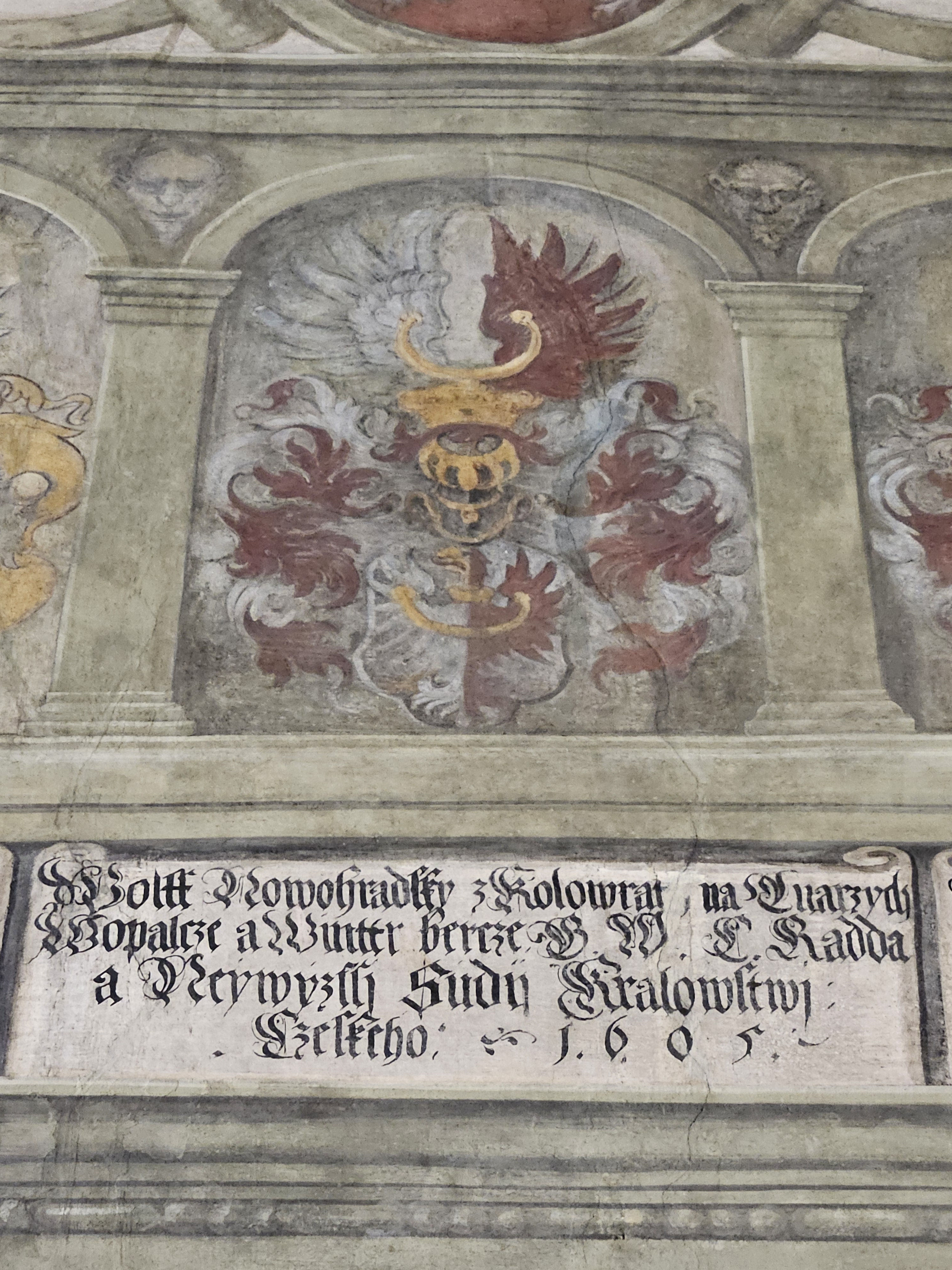
Erb ve Starém královském paláci na Pražském hradě

Narodil se jako syn Jana Novohradského z Kolovrat († 1555) a jeho manželky Eufemie z Vartenberka († 1555). V dětství osiřel. Od roku 1565 studoval na univerzitě v Ingolstadtu. Byl umírněný katolík. V zemské správě udělal velkou kariéru. V roce 1597 byl vrchním výběrčím daní, v letech 1599–1602 nejvyšším dvorským sudím, v letech 1603–1608 nejvyšším zemským sudím a nakonec v letech 1608–1609 nejvyšším zemským komorníkem.
Byl poručníkem, rádcem a přítelem, věřitelem a informátorem Petra Voka z Rožmberka. Jako zkušený politik uspořádal na svém zámku ve Lnářích schůzku, které se zúčastnil jeho švagr, nejvyšší purkrabí Adam II. ze Šternberka, nejvyšší zemský sudí Adam mladší z Valdštejna, utrakvista Jan Jiří ze Švamberka a český bratr Petr Vok. Setkání stmelilo stavovskou obec a napomohlo prosadit Rudolfův majestát.
Zemřel 17. ledna 1609 ve Lnářích a byl pochován v Brandýse nad Labem.

## Majetek
Asi v roce 1556 připadl Volfovi po otci rodinný majetek Nový Hrad v Jimlíně, podle kterého se Volfova větev Kolovratů nazývá Novohradská. K novohradskému dominiu tenkrát náležely vesnice Opočno, Strkovice, Hradiště, Jimlín, Lišany, Selibice, Semeč, Charvatce, Počedělice, Veltěže, Horka a Černčice. V roce 1573 panství prodal Janu V. Popelovi z Lobkowicz, který měl za ženu Johanu Novohradskou z Kolovrat. Po Lobkovicích zdědil v roce 1597 Opálku.
V roce 1577 dva roky po smrti Zdeňka VI. ze Šternberka koupil panství Lnáře. Starou tvrz nechal přebudovat na zámek. Nad portálem je pískovcový alianční znak Volfa a jeho manželky a letopočet 1593, kdy byla pravděpodobně stavba dokončena. Ve Lnářích mu Jakub Krčín z Jelčan pomohl zvýšit zisk z rybníků. V roce 1603 koupil statek Kladrubce od Kryštofa Oldřicha z Burgsdorfu a připojil ho ke lnářském panství.
V roce 1601 koupil od Petra Voka z Rožmberka panství Vimperk za 150 tisíc kop grošů českých. Od něho také darem získal Rožmberský palác na Hradčanech a výhodně v roce 1603 koupil Drslavice s renesančním zámkem.

## Rodina
Oženil se s Juditou ze Šternberka († 1617), která byla mnohem mladší. Byla dcera českého místodržícího Zdeňka VI. ze Šternberka a sestra Adama II. ze Šternberka, který Volfovi pomáhal s politickou kariérou. Narodilo se jim šest dětí:
- 1. Jan († 3. 12. 1600 Padova)
- 2. Zdeněk († 15. 2. 1658 Stará Boleslav), 1653 hraběcí stav[6]
  - ∞ Eleonora de Rojas († 13. 9. 1655, pohřbena ve Vídni)
- 3. Johana Apolonie
  - ∞ (21. 10. 1603 Praha) Andreas Hoffmann, svobodný pán z Grünbühelu
- 4. Jáchym († 1631)[6]
  - ∞ Kateřina Rebmannová z Rottenweilu
- 5. Marie Magdalena († 1660 Pec)
  - 1. ∞ (7. 11. 1600 Český Krumlov) Jan Zrinský ze Serynu (1565 – 24. 2. 1612, pohřben ve Vyšebrodském klášteře)
  - 2. ∞ Martin de Hoeff-Huerta, svobodný pán z Velhartic († 13. 12. 1637 Písek, pohřben v Praze)
  - 3. ∞ (21. 12. 1636 Udine) Vavřinec z Attems († 1655/1656)
- 6. Kateřina Markéta († 21. 2. 1634, pohřbena ve Velharticích)
  - ∞ (8. 1. 1618) Bohuslav Jiří Krakovský z Kolovrat